# Kvemo Apiancha
Kvemo Apiancha (en georgiano: ქვემო აფიანჩა) es una aldea que pertenece a la parcialmente reconocida República de Abjasia, parte del distrito de Gulripshi, aunque de iure pertenece al municipio de Gulripshi de la República Autónoma de Abjasia de Georgia.

## Geografía
Kvemo Apiancha se encuentra en las estribaciones de los montes de Abjasia, cerca de la montaña Adagua La aldea se encuentra a 26 km de Gulripshi y se administra desde el pueblo de Tsebelda. 

## Demografía
La evolución demográfica de Kvemo Apiancha entre 1959 y 1989 fue la siguiente:
| 38                                                  | 0 |
| (Fuente: Population of Abkhazia since Soviet times) |   |

Antes de la guerra de Abjasia, la mayoría de la población local eran georgianos.